# Timo Fakhravar
Timo Fakhravar (* 1989 in Freiburg) ist ein deutscher Schauspieler.

## Leben
Timo Fakhravar absolvierte sein Schauspielstudium von 2008 bis 2012 an der Zürcher Hochschule der Künste. Während seines Studiums gewann er mehrere Förderpreise für Nachwuchsschauspieler und junge Theaterschaffende. Nach seinem Studienabschluss war er von 2012 bis 2014 festes Ensemblemitglied am Schauspielhaus Zürich. 2013 gastierte er am Stadttheater Klagenfurt, wo er u. a. die Titelrolle in einer Tschick-Bühnenfassung spielte.
Von 2014 bis 2016 gehörte er zum festen Ensemble am Schauspiel Frankfurt, wo er in klassischen und modernen Rollen auftrat und mit Samuel Weiss, Falk Richter, Laura Linnenbaum, Ulrich Rasche, Jorinde Dröse, Jürgen Kruse, Alexander Eisenach und Christian Brey zusammenarbeitete. Zu seinen Rollen am Schauspiel Frankfurt gehörten u. a. Givola in Der aufhaltsame Aufstieg des Arturo Ui (2014), St. Just in Dantons Tod (2015) und Sebastian in Was ihr wollt (2015).
Anschließend war er ab der Spielzeit 2016/17 bis 2018 festes Ensemblemitglied am Schauspiel Leipzig, wo er in Inszenierungen u. a. von Philipp Preuss, Claudia Bauer, Bruno Cathomas und Nuran David Calis zu sehen war. 2017 spielte er beim Leipziger Sommertheater am Gohliser Schlösschen den Azor in der Rokoko-Komödie Der Streit von Pierre Carlet de Marivaux. In der Spielzeit 2017/18 spielte er am Schauspiel Leipzig die beiden komischen Rollen Flaut und Tisbe im Shakespeare-Klassiker Ein Sommernachtstraum.
Fakhravar stand auch für Film- und Fernsehproduktionen vor der Kamera, bei denen er u. a. mit Markus Sehr, Philipp Leinemann, Oren Schmuckler und Oliver Liliensiek drehte. Er wirkte außerdem in mehreren Kurzfilmen mit. In der ZDF-Serie Blutige Anfänger (2020) übernahm er eine Episodenhauptrolle als ungeouteter, homosexueller Autoverkäufer Adil Shibab, der in einer Scheinbeziehung lebt und unter Tatverdacht gerät. In den beiden im Oktober 2020 erstausgestrahlten „Passau-Krimis“ Freund oder Feind. Ein Krimi aus Passau und Die Donau ist tief. Ein Krimi aus Passau spielte er als Ahmed Bahdari eine der Schlüsselfiguren der Handlung: den Verwandten eines inhaftierten libanesischen Clanchefs, der eine Berliner Ex-Polizeiermittlerin und ihre Tochter, die sich im Zeugenschutzprogramm befinden, aufspüren und liquidieren soll. In der 15. Staffel und 16. Staffel der ZDF-Serie Notruf Hafenkante (2020/21) spielte er jeweils eine der Episodenhauptrollen als Malik Aslan, der kriminelle und vorbestrafte Bruder der Kriminalkommissarin Pinar Aslan (Aybi Era). In der 8. Staffel der TV-Serie In aller Freundschaft – Die jungen Ärzte (2022) übernahm Fakhravar eine der Episodenhauptrollen als Ex-Verlobter einer Patientin mit einer postoperativen Amnesie. In der 9. Staffel der ZDF-Fernsehreihe Lena Lorenz (2023) spielte er den Konditor und werdenden Vater Ben Tewolde. In der 26. Staffel der TV-Serie In aller Freundschaft (2023) übernahm er eine dramatische Episodenhauptrolle als Müllwerker und Notfallpatient Oliver Kehl. In der 6-teiligen Anwaltsserie Mandat für Mai (2024) hatte Fakhravar eine durchgehende Nebenrolle als Vater, dessen Sohn bei einem tragischen Unfall ums Leben kommt.
Er arbeitete außerdem als Sprecher für Rundfunkproduktionen des Hessischen Rundfunks und trat als Rezitator bei Lesungen auf. Fakhravar lebt in Berlin.

## Filmografie (Auswahl)
- 2017: Das Institut – Oase des Scheiterns (Fernsehserie)
- 2019: Das Ende der Wahrheit (Kinofilm)
- 2019: SOKO Wismar: Schuldbekenntnis (Fernsehserie, eine Folge)
- 2020: Blutige Anfänger: Sandgräfin (Fernsehserie, eine Folge)
- 2020: Freund oder Feind. Ein Krimi aus Passau (Fernsehreihe)
- 2020: Die Donau ist tief. Ein Krimi aus Passau (Fernsehreihe)
- 2020: Notruf Hafenkante: Brüderchen und Schwesterchen (Fernsehserie, eine Folge)
- 2021: Notruf Hafenkante: Vatertag (Fernsehserie, eine Folge)
- 2021: Legal Affairs: Hexenjagd (Fernsehserie, eine Folge)
- 2022: Zu jung zu sterben. Ein Krimi aus Passau (Fernsehreihe)
- 2022: Breisgau – Nehmen und Geben (Fernsehreihe)
- 2022: Der Fluss ist sein Grab. Ein Krimi aus Passau (Fernsehreihe)
- 2022: In aller Freundschaft – Die jungen Ärzte: Rückläufig (Fernsehserie, eine Folge)
- 2023: Klima retten für Anfänger (Fernsehfilm)
- 2023: Das Leben ist kein Kindergarten: Vaterfreuden (Fernsehreihe)
- 2023: Der Bergdoktor: Der Weg zurück (Fernsehserie)
- 2023: Lena Lorenz: Schicksalsschlag (Fernsehreihe)
- 2023: In aller Freundschaft: Grenzgänger (Fernsehserie)
- 2024: Mandat für Mai (Fernsehserie)
- 2024: Die geschützten Männer